# رنه وایسینگر
رنه وایسینگر (انگلیسی: René Weissinger؛ زادهٔ ۱۱ دسامبر ۱۹۷۸ ‏(۴۶ سال)) دوچرخه‌سوار اهل آلمان است.